# Allium petraeum
Allium petraeum — вид рослин з родини амарилісових (Amaryllidaceae); поширений у центральній Азії.

## Опис
Цибулини скупчені, від вузькоконусних до субциліндричних, діаметром 0.8–1.5 см; оболонка сірувата або жовтувато-біла; внутрішні шари рожево-бузкові. Листки трохи коротші від стеблини, завширшки 0.5–1 мм, півциліндричні, зверху жолобчасті, зазвичай гладкі. Стеблина (20)30–50 см, циліндрична, гладка або шершава, вкрита листовими піхвами на 1/4–1/3 довжини. Зонтик кулястий, густо багатоквітковий. Оцвітина від блідо- до лимонно-жовтої; сегменти із зеленою або зеленувато-рожевою серединною жилкою, довгасто-яйцюваті, ≈ 4 мм, верхівка гостра; внутрішні трохи довші, ніж зовнішні. 2n = 16. Період цвітіння: липень.

## Поширення
Поширення: Казахстан, Киргизстан, Китай — північно-західний Сіньцзян.
Населяє кам'янисті схили, скелі.